# Mesynium alatum
Mesynium alatum là một loài thực vật có hoa trong họ Linaceae. Loài này được (Small) W.A. Weber mô tả khoa học đầu tiên năm 1984.